# Filiberta
Filiberta ist ein deutscher weiblicher Vorname.
Er ist althochdeutschen Ursprungs –  von filu für „viel“ und beraht für „glänzend“. Er bedeutet also so viel wie die Glänzende oder die hell Strahlende.